# Carlos Estrada
Carlos Enrique Estrada (ur. 1 listopada 1961) – kolumbijski piłkarz grający na pozycji ofensywnego pomocnika lub napastnika.

## Życiorys
Estrada ma swojej karierze występy w takich klubach jak Atlético Nacional, Deportivo Cali i Millonarios FC.
W 1990 roku Estrada był członkiem reprezentacji Kolumbii na Mistrzostwach Świata we Włoszech. Zagrał we wszystkich meczach, z czego w dwóch pierwszych wchodził na boisko jako rezerwowy: z ZEA (2:0), z Jugosławią (0:1), z RFN (1:1) oraz w meczu 1/8 finału z Kamerunem (1:2 po dogrywce). Ogółem w reprezentacji Kolumbii Gómez rozegrał 12 meczów i nie zdobył gola.